# 青钟麻属
青钟麻属（学名：Acharia）是钟花科下的一个属。

## 下属物种
本属包括以下物种：
- Acharia tragioides Thunb.
- Acharia tragodes Thunb.